# St. Michael (Breitensee)

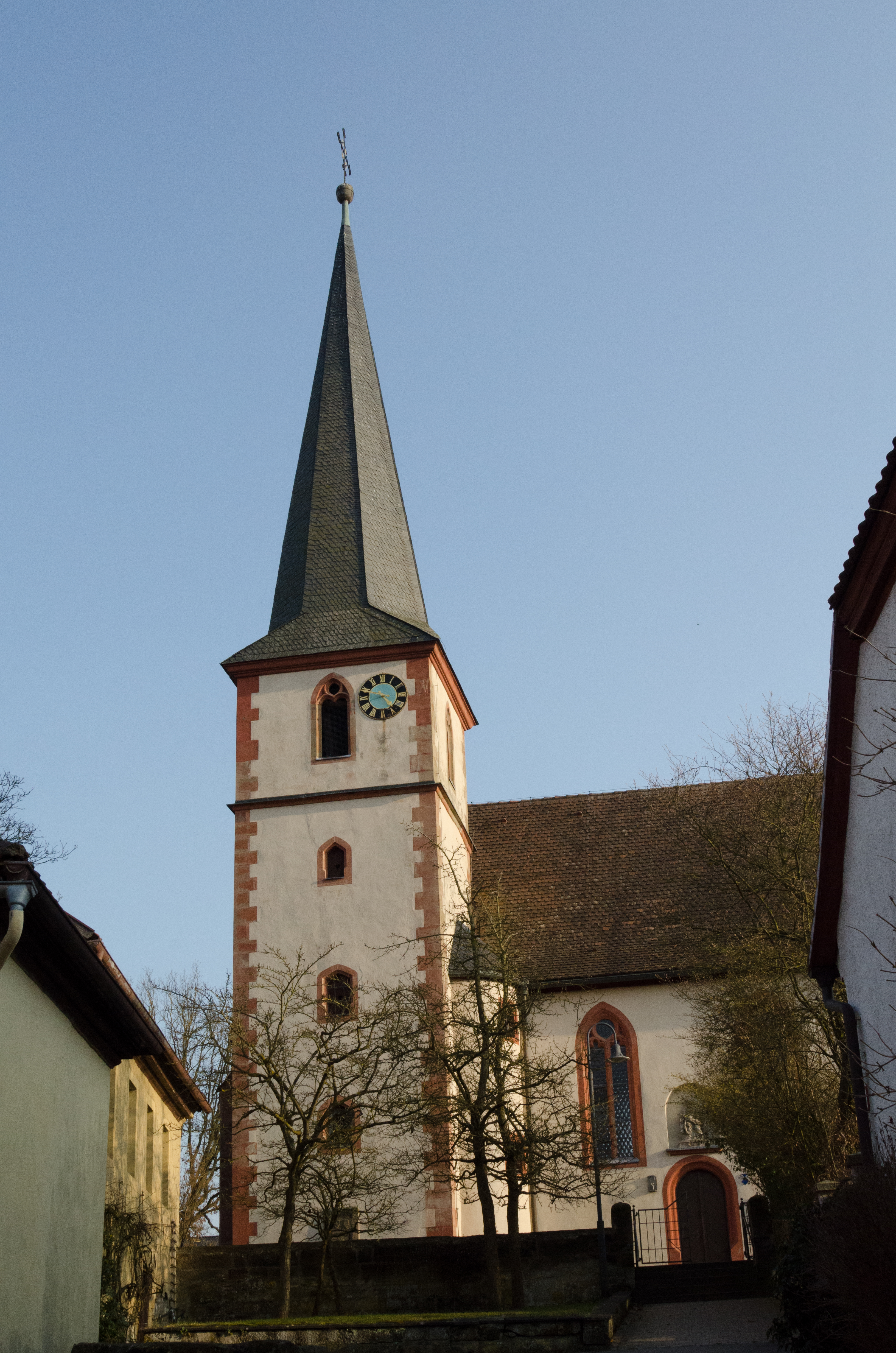
St. Michael (Breitensee)

Die römisch-katholische Pfarrkirche St. Michael ist ein Kirchengebäude im Gemeindeteil Breitensee von Herbstadt  im unterfränkischen Landkreis Rhön-Grabfeld in Bayern. Das denkmalgeschützte Bauwerk wurde 1598 geweiht. Die Kirche gehört zur Pfarreiengemeinschaft Grabfeldbrücke (Bad Königshofen im Grabfeld) im Dekanat Bad Neustadt des Bistums Würzburg.

## Beschreibung
Die unteren Geschosse des Kirchturms sind spätgotisch. Das mit einem Walmdach bedeckte Langhaus der Saalkirche und der eingezogene, polygonal abgeschlossene Chor im Osten wurden 1598 erbaut. Der mit einem achtseitigen, schiefergedeckten, spitzen Helm bedeckte Kirchturm, der in der nordöstlichen Ecke von Langhaus und Chor steht, ist dadurch ein Julius-Echter-Turm. 
Der Innenraum des Langhauses ist mit einer Kassettendecke überspannt, der des Chors mit einem Kreuzrippengewölbe. Zur Kirchenausstattung gehören ein Flügelaltar, eine Kanzel und ein Sakramentshaus. Die Orgel mit 13 Registern, zwei Manualen und einem Pedal wurde 1939 von Michael Weise gebaut.